# Tricalysia landanensis
Tricalysia landanensis är en måreväxtart som beskrevs av Ronald D'Oyley Good. Tricalysia landanensis ingår i släktet Tricalysia och familjen måreväxter.
Artens utbredningsområde är Cabinda. Inga underarter finns listade i Catalogue of Life.